# مالكوم بيشوب
مالكوم بيشوب (بالإنجليزية: Malcolm Bishop)‏ هو قاضي بريطاني، ولد في القرن العشرين.
1. 1 2  Who's who (بالإنجليزية البريطانية والإنجليزية), فرانسيس دوق تيك, ISSN:0083-937X, QID:Q2567271